# Питка вода
Питка вода, позната и као пијаћа вода или вода за пиће, вода је која је довољно сигурна за пиће или за припрему хране. Глобално, 2012. године, 89% људи је имало приступ води за пиће. Око 4 милијарде има приступ води из чесме, док остале 2,3 милијарде има приступ изворима или јавним чесмама. Око 1,8 милијарди људи још увијек користи несигурну воду која може бити контаминирана изметом. Ово може резултирати упалним обољењима дигестивног тракта као што је колера или тифус. Вода је неопходна за живот. Количина воде потребне за пиће је промјенљива. Зависи од физичке активности, старости, здравствених проблемима, као и услова средине. Вода чини око 60% укупне тежине мушкарца и око 50% тежине жене. Новорођенчад имају 70—80% воде, док она старија имају око 45%.
Вода је у природи јако распрострањена, покрива око три четвртине Земљине површине. Укупна запремина воде на Земљиној површини износи 1 360 000 000 km³, и то 98 процената у океанима и морима, 1.96 процената у ледницима и снегу и 0.04 процената у рекама, језерима, подземној и атмосферској води. Према томе, за човека је ова последња ставка (0.04 процената) најважнија, а њој одговара укупна количина слатке воде на Земљи 544 000 km³. 
Потпуно чиста вода не налази се у природи; најчистија је атмосферска вода (природно дестилована вода), мада и она садржи, поред честица прашине и следеће састојке: угљен-диоксид, амонијум-нитрат, водоник-пероксид, микроорганизме итд. pH вредност кишнице је око 5,7 (због угљене киселине), али може бити и мања (3,5-5), у зависности од оксида у ваздуху који су растворни у води (на пример SO2).
Пролазећи кроз разне слојеве Земљине коре, вода раствара многе супстанце; зато се у речној, бунарској и изворској води налази око 0.01 – 0.2 чврстих супстанци, највећим делом калцијумових и магнезијумових једињења. Морска вода садржи око 3.6 процената растворених супстанци, од чега на кухињску со отпада највећи део. Природне воде које садрже већу количину калцијумових и магнезијумових једињења, зову се тврде воде, за разлику од меких вода, које садрже малу количину поменутих једињења. Тврде воде су незгодне за употребу, у њима се тешко пере, нису погодне за кување намирница, не смеју да се употребе за парне котлове, јер се на њиховим зидовима ствара каменац, итд. Оне изворске воде које садрже у себи већу количину растворених неких чврстих и гасовитих супстанци, које не садржи обична вода, могу да се употребе за лечење разних обољења. Такве воде зову се минералне воде Према супстанцама које се у њима налазе растворене, деле се на слане (oд NaCl), горке (од магнезијумових соли), киселе (од угљен-оксида), гвожђевите (од растворених соли гвожђа) итд.
Вода за пиће мора да буде чиста, без бактерија, да има температуру од 12 – 15 °C и да је свежег укуса, који једним делом долази од раствореног угљен-диоксида и кисеоника, а делом од растворених чврстих супстанци. Пошто већа насеља и градови не могу да се обезбеде изворском водом, људи су приморани да употребљавају речну или језерску воду. Да би ова вода била употребљива за пиће, мора да се очисти механички и хемијски.
Несумњиво најважнији од свих оксида, а можда и најважнија од свих једињења уопште јесте вода. Молекул воде је угловни молекул са углом 104.5 степени између две OH везе. Због велике разлике у електронегативности између водоника и кисеоника, молекул воде је изразито диполног карактера што је приказано на слици 1. Тиме позитиван крај једног молекула привлачи негативан крај другог, што посредством водоничних веза доводи до асоцијације молекула и у течном и у чврстом агрегатном стању. 
Физичке особине воде.
Око 1 до 2 милијарде људи нема безбедну воду за пиће. Вода може преносити векторе болести. Више људи умире од небезбедне воде него од рата, изјавио је својевремени У.Н. генерални секретар Бан Ки-мун 2010. године. Земље трећег света су највише погођене недостатком воде, поплавама и квалитетом воде. До 80 процената болести у земљама у развоју је директна последица неадекватне воде и санитарних услова. Према извештају UNICEF-а и Унеска, Финска има најбољи квалитет воде за пиће на свету.

## Чиста вода
Чиста вода је на обичној температури провидна течност, без мириса и укуса, у танким слојевима безбојна, а у дебљим слојевим је плаве боје. Вода се под нормалним притиском мрзне на 0 , а кључа на 100 °C, претварајући се у пару. Ретко која друга супстанца постоји у сва три агрегатна стања, као вода, на температури уобичајеној за нормални експериментални рад. Потпуно чиста вода готово да не проводи електричну струју, али присуство мале количине угљене киселине или неке соли, омогућава да се повећа њена проводљивост. Вода се, по својим физичким особинама, знатно разликује од особина других супстанци.

## Хемијске особине воде
Вода спада у врло реактивне супстанце, реагује са најреактивнијим металима (калијум, натријум) на собној температури и гради одговарајуће базе. Са мање активним металима, на вишој температури, издваја се водоник из водоник из водене паре. Са неметалима флуором, хлором и бромом реагује на обичној температури, а на високој температури реагује са угљеником. Са металним оксидима вода гради базе, а са неметалним оксидима киселине.

## Загађивање воде
Вода је врло загађена разним материјалима које потичу из многобројних извора. Отпадне воде градова, канализације градова, изливају се у воде река, језера и мора. Вештачка ђубрива и разни пестициди, које киша спира са ораница, такође загађују воде; често се вода загађује нафтом и њеним дериватима. У новије време, све се више ради на спречавању изливања отпадних вода у реке, језера и мора, пре него што се изврши њихово пречишћавање помоћу специјалних уређаја.

## Хемијски састав природних вода
Микроорганизми троше кисеоник, који је растворен у води, разлажу органске супстанце у проста једињења и елементе: CO2, H2O2, N2, N2O, SO2, C, H, O, S, P, Cl, Cu, Mg, K, Na. Осим њих има и елемената који су присутни у траговима. То су тзв. Микроелементи, који су веома важни, јер њихов суфицит и дефицит може имати за последицу појаву многих обољења. Сви микроелементи се могу сврстати у три групе: Битни микроелементи, важни за људски организам: Fe, Mn, Zn, Cu, I
Нетоксични елементи, али неважни за људски организам: Al, Si, Sr, Ni
Токсични микроелементи, чији трагови су присутни у води немају биолошки значај, али њихово уношење у већим количинама, нема само штетно, већ и токсично дејство: Pb, F, Se, Br, Ag

## Максимално дозвољене концентрације
У нашој земљи законски су регулисане норме за максимално дозвољене концентрације загађивача у ваздуху. Међутим, још увек не постоје такви стандарди за контролу водене средине, али као критеријуми служе стандарди који се примењују у већини земаља.